# Hamon (évêque d'Aleth)
Pour les articles homonymes, voir Hamon.
Hamon (mort en 1058) est un évêque d'Aleth du XIe siècle.

## Biographie
L’évêque Hamon à qui l'on attribue parfois le nom d'Hamon III en se référant à deux évêques antérieurs fictifs est témoin lors de la fondation de l'abbaye Saint-Georges de Rennes par Alain III de Bretagne vers 1032/1034 . Il aurait été déposé pour simonie par le pape Léon IX en 1049. 
C'est à cette époque que se placerait le pseudo « schisme de l'église d'Aleth » évoqué dans l'historiographie ancienne notamment par l'abbé François Manet. « Si l'on en croit Dom Taillandier, il y eut un schisme pendant près de 60 ans dans l'église d'Aleth ». Un certain Martin aurait pris la tête de l'évêché  et participe en 1054 à la dédicace de l'église de Cormery par l'archevêque de Tours dont il aurait reconnu l'autorité. Ce même Martin est encore présent lors d'un Concile de Châlons en 1056 et meurt vers 1060. Quant à Hamon [III] il serait mort en 1058 selon la Gallia Christiana.

## Sources
- Amédée Guillotin de Corson, Pouillé Historique de l’archevêché de Rennes, Mayenne, Éditions Régionales de l'Ouest, 1997 (ISBN 2855540836), p. 576-577
- Jules Haize Étude sur Aleth et la Rance et Saint-Servan jusqu'à la Révolution. Rue des Scribes, Rennes 1994,  (ISBN 2906064297), chapitre VI « Les Évêques d'Aleth » p. 65-71
- (la) Jean-Barthélemy Hauréau, Gallia Christiana, vol. XIV Provincia Turonensi, Paris, Firmin-Didot, 1856, p. 998-999 Ecclesia Macloviensis: XII Hamon &  XIII Martinus